# Marko Kompus
Marko Kompus (Pseudonyme Max Rebu und Ants Pasun, * 1. April 1972 in Võru) ist ein estnischer Dichter.

## Leben und Werk
Marko Kompus ging zunächst in Põlgaste zur Schule und besuchte von 1987 bis 1990 die Oberschule in Põlva, die er 1990 ohne Abschluss verließ. Seitdem lebt er als freier Schriftsteller in verschiedenen Orten in Südestland, derzeit in Elva. Er ist seit 2005 Mitglied des Estnischen Schriftstellerverbands.
Kompus ist dem Umkreis der Erakkond-Gruppierung zuzurechnen, zu der unter anderem Kristiina Ehin, Mehis Heinsaar, Kalju Kruusa, Aare Pilv und Berk Vaher gehörten, und publizierte 1998 seinen ersten Gedichtband. Er wurde hochgelobt und als eines der „ansehnlichsten Debüts der 1990er-Jahre“ angesehen. Kompus wurde schnell mit Erneuerern der estnischen Lyrik wie Artur Alliksaar, Uku Masing, Ilmar Laaban, Jaan Kaplinski und Andres Ehin verglichen. Tatsächlich ist Kompus‘ Dichtung sehr häufig besonders innovativ und experimentierfreudig, selbst bezeichnet er seine Dichtung als „einen Aufstand gegen die Sprache, die gewöhnliche Sprache. Ich rebelliere nicht gegen die Gesellschaft, sondern gegen die Sprache.“
Kompus legte in rascher Folge weitere Gedichtbände vor, die von der Kritik meist positiv aufgenommen wurden. Mittlerweile wird er als „mystisches und schwer zu erfassendes Phänomen“ innerhalb der estnischen Dichtung charakterisiert.

## Auszeichnungen
- 2015 Gustav-Suits-Preis

## Bibliografie
- Koirohusein ('Wermutwand'). Tallinn: Huma 1998. 135 S. (Õlekõrs)
- Max Rebu naiste pesu ja luuletusi Ants Pasuna järelejäänud paberitest ('Max Rebus Damenwäsche und Gedichte aus Ants Pasuns nachgelassenen Papieren'). Tartu: Erakkond 2000. 45 S.
- Make Love Not Love. Põlgaste-Soodoma-Kanepi: s.n. 2001. 67 S.
- Vallaliste jõgede tõkkejooksja ('Hindernisläufer der ledigen Flüsse'). Tartu: s.n. 2006. 160 S.
- Kapiuks jaan oksa ('Jaan Oks‘ Schranktür'). Tartu: Kapinupp 2009. 119 S.
- Tikrisuitsu ja leiba ('Stachelbeerrauch und Brot'). Tartu: Unenoppija 2012. 94 S.
- Poeedinahk ('Poetenhaut'). Puka: Unenoppija 2014. 75 S.
- Laboratoorium ('Das Labor'). Puka: Unenoppija 2016. 64 S.
- Rotikuningaõppus ('Rattenkönigschulung'). Elva: Unenoppija 2017. 79 S.
- Jalutu muna tango ('Tango eines Eis ohne Beine'). Elva, Tartu: M. Kompus 2019. 79 S.